# Groupe de NGC 2964
Le groupe de NGC 2964 comprend au moins 4 galaxies situées dans les constellations du Lion et du Petit Lion. La distance moyenne entre ce groupe et la Voie lactée est d'environ 20,9 Mpc (∼68,2 millions d'al). 

## Membres
Le tableau ci-dessous liste les 3 galaxies qui sont indiquées sur le site « Un Atlas de l'Univers » créé par Richard Powell. À ces trois galaxies, s'ajoute la galaxie NGC 2970 et NGC 3021. 
| Nom      | Constellation | Classification    | Type                     | α (J2000.0)   | δ (J2000.0) | Vitesse radiale (km/s) | Magnitude apparente | Distance (Mpc) |
| -------- | ------------- | ----------------- | ------------------------ | ------------- | ----------- | ---------------------- | ------------------- | -------------- |
| NGC 2964 | Lion          | SAB(r)bc?         | Spirale intermédiaire    | 09h 42m 54.2s | 31° 50′ 51″ | 1328 ± 12              | 11,3                | 18,5 ± 1,4     |
| NGC 2968 | Lion          | (R)SAB0(rs)a? pec | Spirale intermédiaire(?) | 09h 43m 12.0s | 31° 55′ 43″ | 1566 ± 29              | 11,9                | 21,9 ± 1,9     |
| NGC 3003 | Petit Lion    | Sbc?              | Spirale                  | 09h 48m 36.0s | 33° 25′ 17″ | 1479 ± 1               | 11,9                | 20,6 ± 1,4     |
| NGC 2970 | Lion          | E1?               | Elliptique               | 09h 43m 31.0s | 31° 58′ 37″ | 1618 ± 8               | 13,6                | 22,6 ± 1,7     |
| NGC 3021 | Petit Lion    | SA(rs)bc?         | Spirale                  | 09h 50m 57.1s | 33° 33′ 13″ | 1541± 4                | 12,1                | 21,5 ± 1,5     |

Le site DeepskyLog permet de trouver aisément les constellations des galaxies mentionnées dans ce tableau ou si elles ne s'y trouvent pas, l'outil du site «Finding the constellation which contains given sky coordinates» permet de le faire à l'aide des coordonnées de la galaxie. Sauf indication contraire, les données proviennent du site NASA/IPAC.